# William Godolphin (1er baronnet)
William Godolphin, 1er baronnet (1640 - 27 août 1710), de Godolphin House à Cornouailles, est un propriétaire anglais, un homme politique et un membre du Parlement.

## Biographie
Il est le fils aîné de Francis Godolphin (1605-1667), qui est député jusqu'à ce qu'il soit empêché de siéger à cause de ses sympathies royalistes pendant la guerre civile et qui, après la restauration, est fait chevalier en récompense de sa loyauté. En souvenir des services de Francis, William est créé baronnet le 29 avril 1661.
Il représente la circonscription familiale de Helston au Parlement de 1665 à 1679, mais sa carrière est éclipsée par celle de son frère cadet, Sidney, qui devient Premier lord du Trésor et obtient une pairie puis un comté. Un autre frère, Henry Godolphin, prend des ordres sacrés et finit comme Doyen de Saint-Paul et prévôt d'Eton. Sir William est mort célibataire et les domaines familiaux sont transmis à son frère.